# Regering-Onkelinx I
De regering-Onkelinx I (6 mei 1993 - 21 juni 1995) was een Franse Gemeenschapsregering, onder leiding van Laurette Onkelinx. De regering bestond uit de twee partijen: PS (53 zetels) en PSC (27 zetels). Ze volgde de regering-Anselme op, na het ontslag van minister-president Bernard Anselme om minister van Sociale Zaken te worden in de regering-Dehaene I en werd opgevolgd door de regering-Onkelinx II, die gevormd werd na de verkiezingen van 21 mei 1995.

## Samenstelling
De regering-Onkelinx I telde vier ministers: drie voor de PS en een voor de PSC.
| Ambtsbekleder                 | Ambtsbekleder                                       | Ambtsbekleder            | Functie en bevoegdheden       | Functie en bevoegdheden                                                | Termijn                        | Partij |
| ----------------------------- | --------------------------------------------------- | ------------------------ | ----------------------------- | ---------------------------------------------------------------------- | ------------------------------ | ------ |
|                               |                                                     | Laurette Onkelinx (1958) | Minister-president / Minister | Sociale Aangelegenheden, Gezondheid en Toerisme                        | 6 mei 1993 - 21 juni 1995      | PS     |
| Minister                      | Ambtenarenzaken, Kinderen en Gezondheidsbevordering | Laurette Onkelinx (1958) | 1 januari 1994 - 21 juni 1995 |                                                                        |                                | PS     |
|                               |                                                     | Michel Lebrun (1949)     | Minister                      | Hoger Onderwijs, Wetenschappelijk Onderzoek en Internationale Relaties | 6 mei 1993 - 21 juni 1995      | PSC    |
| Jeugdzorg                     | 1 januari 1994 - 21 juni 1995                       | Michel Lebrun (1949)     | Minister                      |                                                                        |                                | PSC    |
|                               |                                                     | Elio Di Rupo (1951)      | Minister                      | Ambtenarenzaken                                                        | 6 mei 1993 - 1 januari 1994    | PS     |
| Onderwijs en het Audiovisuele | 6 mei 1993 - 26 januari 1994                        | Elio Di Rupo (1951)      | Minister                      |                                                                        |                                | PS     |
| Onderwijs en het Audiovisuele |                                                     |                          | Philippe Mahoux (1944)        | Minister                                                               | 26 januari 1994 - 21 juni 1995 | PS     |
|                               |                                                     | Éric Tomas (1948)        | Minister                      | Begroting, Cultuur en Sport                                            | 6 mei 1993 - 21 juni 1995      | PS     |

### Herschikkingen
- Op 1 januari 1994 verliest Elio Di Rupo de bevoegdheid Ambtenarenzaken, ook krijgt Michel Lebrun er de bevoegdheid Jeugdzorg bij en is Laurette Onkelinx vanaf voortaan belast met Ambtenarenzaken, Kinderen en Gezondheidsbevordering.
- Na het ontslag van Guy Coëme als vicepremier en federaal minister van Communicatie en Overheidsbedrijven wordt hij vervangen door Elio Di Rupo, die bijgevolg uit de Franstalige Gemeenschapsregering stapt. Hij wordt op 26 januari 1994 vervangen door Philippe Mahoux.

Moureaux I · 
Monfils · 
Moureaux II · 
Féaux · 
Anselme · 
Onkelinx I · 
Onkelinx II · 
Hasquin ·
Arena ·
Demotte I ·
Demotte II ·
Demotte III ·
Jeholet ·
Degryse